# ヘリ (Girl's Day)
ヘリ（イ・ヘリ、漢字:李惠利、韓国語：이혜리、1994年6月9日 - ）は、韓国の歌手、女優、タレント、YouTuber。女性アイドルグループ「Girl's Day」のメンバー。京畿道広州市出身。建国大学校芸術学部在学中。

## 来歴
1994年、二人姉妹の長女として生まれる。
2010年10月29日、アイドルグループGirl's Dayに途中加入しデビュー。
（グループ活動は「Girl's Day」のページを参照）
2012年、SBS週末ドラマ『おいしい人生』で女優デビューし、思慮深い4人姉妹の末っ子ミヒョンを演じた。
2014年、バラエティ番組『男の中の男』で、過酷な軍隊訓練を受ける様子が放送されると、気さくで愛嬌のある姿に人気を集めるようになる。
2015年に人気ドラマ『恋のスケッチ〜応答せよ1988〜』で、ヒロイン・ドクソン役に抜擢されたのをきっかけに女優業を本格化させ、ドラマ・映画に主演し続ける。
2019年、所属事務所との契約満了に伴い、Girl's Dayのメンバーがそれぞれ他の事務所に移籍、ヘリも5月に新しく設立された事務所「Creative group ING」と契約を結び、それ以降グループ活動はしていない。
同年6月に、自身のYouTubeチャンネルを開設し、1年半で登録者数100万人を突破した。

## 慈善活動
裕福ではない家庭環境で育った自身の経験から、「余裕ができたら恵まれない方の役に立ちたいと常に思っていた」とコメントし寄付活動を続けている。幼い頃に妹とともに祖母と3人で生活していた事もあり、2016年に高齢者支援事業に5000万ウォンを寄付した。同年、大邱市の西門市場が火災の被害に遭った際にも復興のために5000万ウォンを寄付している。
2017年には出生登録がされていない発展途上国の子どもを支援する「児童出生登録キャンペーン」に参加しタイを訪問。
2018年クリスマスに緑の傘子供財団を通じ韓国の児童患者の援助のために5000万ウォンを寄付。
2019年7月には韓国ユニセフ協会のオナーズ・クラブの会員（高額支援者）に加わった。
2020年10月、自身のYouTubeチャンネルで5年間伸ばした長い髪の毛をカットし小児がん患者のために寄付する動画をアップロードした。
2023年2月、トルコ・シリア地震の被災者支援のため、ユニセフ韓国委員会を通じて5000万ウォンを寄付した。

## 出演

### ドラマ
- おいしい人生（朝鮮語版）（2012年、SBS） - チャン・ミヒョン 役
- ソナム女子高探偵団（朝鮮語版）（2013年、JTBC） - イ・イェヒ 役
- ジキルとハイドに恋した私（2015年、SBS） - ミン・ウジョン 役
- 恋のスケッチ〜応答せよ1988〜（2015年、tvN） - ソン・ドクソン 役
- タンタラ〜キミを感じてる〜（朝鮮語版）（2016年、SBS） - チョン・グリン 役
- トゥー・カップス〜ただいま恋が憑依中!?〜（2017年・2018年、MBC） - ソン・ジアン 役
- ファイティン♡ガール！〜Miss Lee〜（朝鮮語版）（2019年、tvN） - イ・ソンシム(ミス・リー) 役
- 青春の記録 第13話（2020年、tvN） - 特別出演
- 九尾の狐とキケンな同居（2021年、tvN） - イ・ダム 役
- 百人力執事 ～願い、かなえます～（2022年、MBC） - ペク・ドンジュ 役
- 花が咲けば、月を想い （2021年・2022年、KBS2） - カン・ロソ 役
- 善意の競争（2025年、U+モバイルTV） - ユ・ジェイ 役

### 映画
- ムルゲ 王朝の怪物（朝鮮語版）（2018年） - ユン・ミョン 役
- 私のボクサー（朝鮮語版）（2019年） - ミンジ 役

## 受賞歴
- 2014 MBC放送芸能大賞 女性新人賞（『男の中の男』）
- 第4回ドラマフィーバーアワード ベストキス賞（『恋のスケッチ〜応答せよ1988〜』）
- 第5回APAN Star Awards（『恋のスケッチ〜応答せよ1988〜』）
- tvN10アワード 人気俳優賞（『恋のスケッチ〜応答せよ1988〜』）
- 2016 SBS演技大賞（『タンタラ〜キミを感じてる〜』）
- 2017 MTN放送広告フェスティバル CF女性スター賞